# Antilhas Neerlandesas nos Jogos Olímpicos de Verão de 1964
As Antilhas Neerlandesas participaram dos Jogos Olímpicos de Verão de 1964 em Tóquio, Japão.